# Wichelen

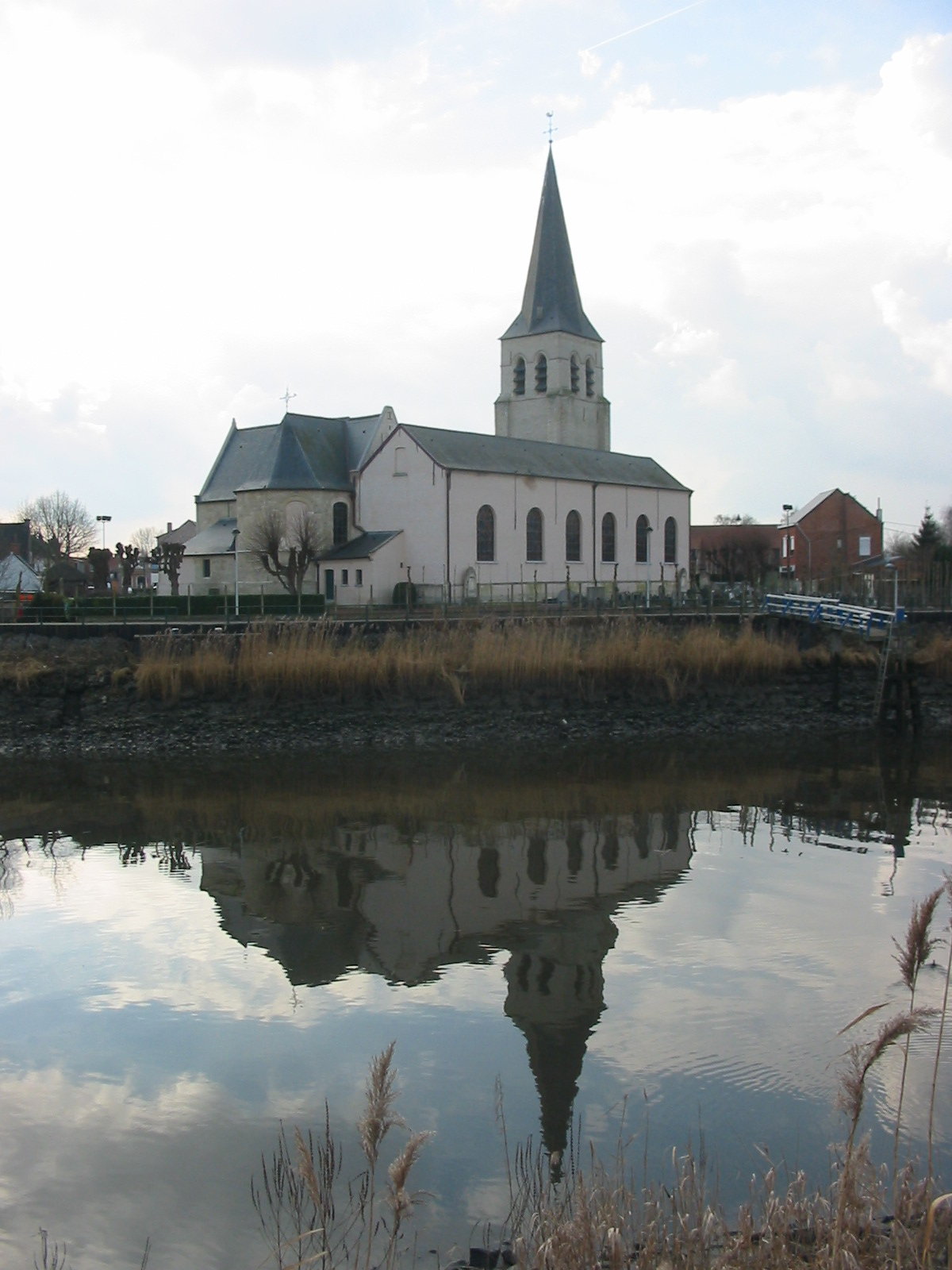
The Giáo đường Schellebelle nhìn ra Scheldt

Wichelen là một đô thị ở tỉnh Oost-Vlaanderen. Đô thị này bao gồm các thị xã Schellebelle, Serskamp và Wichelen proper. Tại thời điểm ngày 1 tháng 1 năm  2006 Wichelen có tổng dân số 11.145 người. Tổng diện tích là 22,87 km² với mật độ dân số là 487 người trên mỗi km².